# Взлётный режим
Взлётный режим — режим работы авиационного двигателя, обеспечивающий максимальную мощность и тяговое усилие. Взлётный режим характеризуется максимальным значением механических и тепловых нагрузок на двигатель, отчего его применение строго лимитировано, в отличие от номинального режима, близкого к взлётному, но допустимого в течение длительного времени.

## Взлётный режим поршневых двигателей
Большинство авиационных поршневых двигателей оснащаются агрегатом наддува. Для реализации взлётного режима агрегат наддува включают на повышенную производительность (изменяя передаточное отношение привода, как, например на АШ-82, регулируя проходное сечение воздушных каналов и т.п.). При этом возрастает коэффициент наполнения цилиндров, что позволяет сжигать в них больше топлива и получать повышенную мощность. 
У поршневых двигателей, не оснащённых наддувом (например, М-11 самолета По-2 или Continental O-300 самолета Cessna 172), как таковой взлётный режим отсутствует. Просто при взлёте дроссельная заслонка карбюратора открывается полностью, а горючая смесь обогащается.

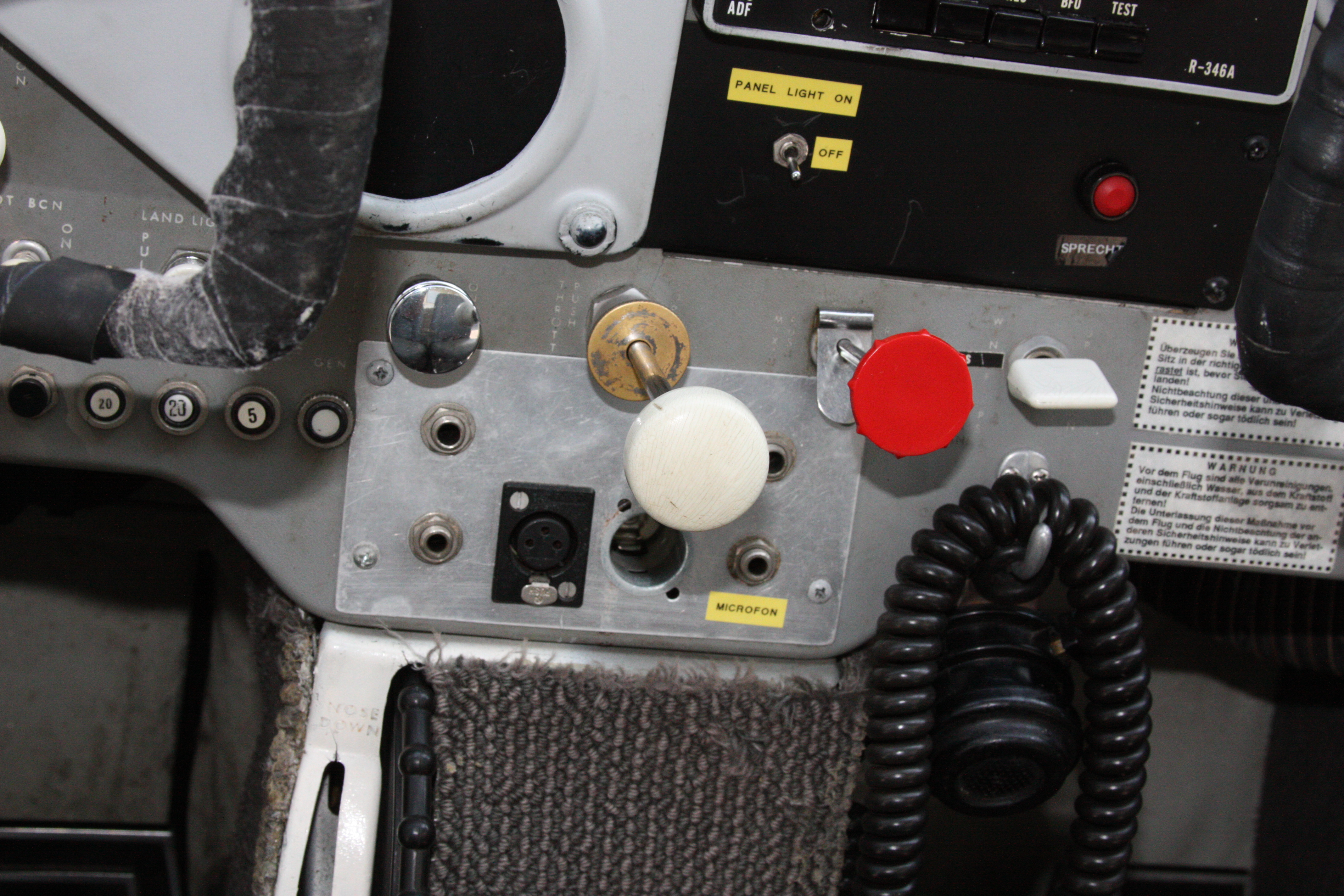
Органы управления двигателем Continental O300 самолета Cessna 172. При вытягивании красной кнопки осуществляется обогащение смеси при взлете

## Взлётный режим газотурбинных двигателей
Взлетный режим газотурбинных двигателей реализуется, как правило, повышением оборотов ротора. У одновальных турбовинтовых (АИ-20, АИ-24, НК-12…) или вертолётных турбовальных двигателей, у которых обороты на всех режимах, кроме наинизшего (земной малый газ), одинаковы, взлётный режим определяется максимальным расходом топлива и максимальной температурой выходящих газов.
У двух- или трёхвальных турбовинтовых или турбовальных двигателей (Д-136, ТВ3-117), несмотря на постоянство оборотов свободной турбины, поддерживаемых регулятором оборотов, обороты турбокомпрессора меняются в зависимости от режима, и по ним определяется режим. На силовой установке самолёта Ан-140 (двигатель ТВ3-117ВМА-СБМ1 и винт АВ-140 с регуляторов РСВ-34М) взлётный режим при работе электронной системы управления комбинированный: турбокомпрессор выходит на максимальные обороты, а регулятор винта перестраивается с номинальных оборотов 91 % (поддерживаемых с полётного малого газа по номинальный режим включительно) на взлётные обороты 100 %; свободная турбина, связанная с винтом, также выходит на обороты 100 %. Помимо прочего, повышение оборотов свободной турбины снижает противодавление газов за турбиной компрессора и в некоторой степени повышает мощность двигателя.
На боевых самолётах взлётный режим часто реализуется за счет форсажа.

## Применение взлётного режима
Как следует из названия, взлётный режим используется для взлёта летательного аппарата, при этом его использование сильно ограничено по времени использования. Так, например, на вертолётах типа Ми-8 с двигателями типа ТВ2-117 время непрерывной работы двигателей на взлётном режиме ограничено 6 минутами;  для двигателей Д-136 вертолёта Ми-26 время взлётного режима ограничено 5 минутами; двигатели Д-30КП-2, установленные на самолёте Ил-76, допускают непрерывную работу на взлётном режиме не более 5 мин. Примерно такая же картина наблюдается в боевой авиации. Так, время полного форсажа (т.н. «1-й форсаж») двигателя Р15Б-300 сверхзвукового самолёта МиГ-25 на земле ограничено 20 секундами, а в полёте — не более 15 мин. Время работы на всех форсажных режимах на земле двигателя АЛ-31Ф самолёта Су-27С также ограничено 20 секундами. 
Взлётный режим двигателя может быть применен по решению командира воздушного судна и в других случаях, например, для ухода на второй круг, вывода самолёта из срывного режима или отказах других двигателей. Например, при отказе в полёте одного двигателя ТВ3-117 вертолётов Ми-8, Ми-24, Ка-27 и т.д., при недостатке мощности для прямолинейного полёта второй двигатель может быть выведен на взлётный режим продолжительностью до одного часа, но при этом будут превышены все температурные допуски и после завершения полёта такой двигатель подлежит досрочному съёму с вертолёта и отправке в ремонт.
Работа авиационного двигателя на взлетном режиме, как правило сопровождается значительным шумом, поэтому при расположении гражданских аэропортов в черте населенных пунктов применение взлетного режима также может быть ограничено по времени суток или по продолжительности решением местных властей.

## Чрезвычайный режим
Некоторые двигатели для кратковременного повышения тяги имеют так называемый «чрезвычайный режим» — ЧР, или «чрезвычайный форсаж» — ЧФ. Данный режим работы двигателя применяется только в чрезвычайных случаях, например, при продолжении взлёта на одном двигателе при отказе второго на, Ту-16, Л-410, Ту-204 и др. На четырёхмоторных Ил-96 и новых Ил-76 установлены такие же двигатели, как на Ту-204 (ПС-90), но ЧР они не имеют, так как при отказе одного двигателя теряется всего 25 % тяги, а не 50 %.
Смысл режима заключается в подаче дополнительного топлива в камеру сгорания за счёт катастрофического уменьшения ресурса двигателя. На Ту-16, как правило, после однократного включения ЧР двигатель подлежал демонтажу и отправке в ремонт. Случайное включение ЧР исключается конструкцией органов управления — или сильной пружиной под РУД, или наличием отдельной рукоятки для включения ЧР, либо ЧР вообще включается автоматически — например, на Ан-140 он включается при нахождении обоих РУД на взлётном режиме, включенном переключателе «ЧР» и наличии признаков отказа одного двигателя (разница оборотов компрессоров двигателей более 7 % или других).